# قضية الماسة الزرقاء

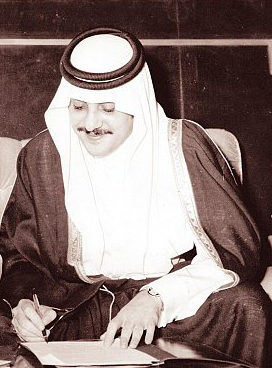

قضية الماسة الزرقاء هي جريمة حصلت في السعودية عام 1989م بسبب سرقة عامل تايلندي جواهر تزن 90 كيلو غراماً قيمتها 20 مليون دولار من قصر الأمير فيصل بن فهد بن عبد العزيز آل سعود في الرياض وتهريبها إلى تايلاند. تسبَّبت القضية بقتل 18 شخصا بينهم أربعة دبلوماسيين سعوديين، وقطع العلاقات الدبلوماسية بين السعودية وتايلند لأكثر من 20 عاماً. ولم تتم بعد استعادة عدد من الأحجار الكريمة منها ألماسة زرقاء نادرة.

## القصة
في يونيو 1989م عامل تايلندي يدعى «كرنكراي تيشمونغ» من سكان قرية بينميبا شمال تايلند، كان يعمل بواب في قصر الأمير فيصل بن فهد بن عبد العزيز آل سعود. حاز على ثقة ملّاك القصر وبات محل ثقه حراسه. وفي أحد أيام صيف حزيران من العام 1989م وصل «كرنكراي» إلى القصر، وتوقف عند زميل فلبيني له كان يُعنى بجهاز الإنذار الأوتوماتيكي للقصر. وسأله عما يفعل، وتمكن من حفظ الأرقام السرية التي توقف الجهاز عن العمل على رغم جهله باللغة الانجليزية.
وعند وصول تيشمونغ مساء اليوم التالي إلى القصر بدأ بتعطيل جهاز الإنذار، ودخل إحدى الغرف التي كان يشرف على العناية بها، وفتح الخزينة الحديدية من دون أن يثير انتباه أحد، وسرق خمسة خواتم مرصعة بالألماس، وعاد إلى سكنه. يقول العامل فيما بعد بأنه لم يعرف النوم في تلك الليلة لأنه لم يسرق كمية كبيرة من المجوهرات، فكرر فعلته في اليوم التالي وظل يتردد طوال شهرين على الخزينة مستغلًا وجود أصحاب القصر خارج الرياض. ومع نهاية شهر أغسطس كان العامل التايلندي أفرغ الخزينة من محتوياتها، ونقلها إلى مستودع في القصر قبل أن يشحنها إلى تايلند بواسطة شركة للشحن الجوي. أبقى «كرنكراي تيشمونغ» حوالي عشرين كيلو غرامًا من المجوهرات في حوزته ونقلها معه إلى بانكوك في الطائرة، وحين أوقفه موظف الجمارك التايلندي ليحقق معه أعطاه سبعة آلاف بات أي حوالي 280 دولار أمريكي، وتابع سيره نحو قريته في شمال تايلند، ودفن فور وصوله قسما كبيرا من المجوهرات والنقود في حديقة خلف منزله. فيما أخذ يعرض قسمًا آخرًا على جيرانه، وباع بعض القطع بمبلغ 120 ألف دولار أمريكي.
وفي النصف الثاني من نوفمبر 1989، عاد أصحاب القصر من إجازتهم واكتشفوا اختفاء المجوهرات والأموال التي كانت في الخزينة، فأبلغوا الجهات المعنية التي بادرت بعدما حامت الشكوك حول الخادم إلى الاتصال بالحكومة التايلندية التي أقدمت في العاشر من يناير 1990م على اعتقال «كرنكراي» فاعترف فورا باقترافه السرقة وسلّم كل ما بقي لديه من مجوهرات ونقود. وكشف أسماء الأشخاص الذين اشتروا بعض المجوهرات. وكان على رأس رجال الشرطة الذين اعتقلوا العامل التايلندي المقدم كالور كيرديت، الذي أصبح اسمه لاحقًا في قائمة كبار رجال الشرطة الذين أخفوا قسمًا كبيرًا من المجوهرات. وأمضى «كرنكراي تيشمونغ» عقوبة السجن لمدة سنتين وسبعة أشهر، من أصل خمس سنوات، لحصوله على عفو ملكي نظرًا لحسن سلوكه.

## اختفاء باقي المجوهرات
قام رجال الشرطة الملكية التايلندية بقيادة المقدم كالور كيرديت بالذهاب إلى المملكة العربية السعودية لإعادة المجوهرات المسروقة، ولكن اكتشفت السلطات السعودية أن نحو نصف المجوهرات كانت مزيفة وبعضها مفقودة مثل الماسة الزرقاء. وكانت المعلومات الاستخباراتية التي تصل إلى السفارة السعودية في بانكوك تشير إلى حصول تلاعب.

## الاغتيالات

### اغتيال الدبلوماسيين
بعد حادثة سرقة المجوهرات، تم تكليف العناصر الأمنية في السفارة السعودية في بانكوك، بمتابعة المعلومات المتعلقة بأسماء العناصر المتورطة في هذه القضية.	وجاء التكليف بتوسيع عملية المتابعة الأمنية، وتولى إدارة هذه العملية الدبلوماسيون الأربعة، عبد الله البصري، وصالح آل زحاف المالكي وفهد الباهلي، وأحمد السيف. إلا أن عملية المتابعة كانت تصطدم بعدد من المعوقات، أهمها صعوبة الوضع الأمني لعملية البحث وجمع المعلومات في منطقة جغرافية غير آمنة، تتشابك فيها عصابات الجريمة المنظمة بقوى سياسية وأمنية رفيعة المستوى، وهو ما يعني بالتالي عدم تعاون الأجهزة الأمنية وخاصة الشرطة التايلندية (التي ثبت تورط بعض عناصرها لاحقا في الجرائم) في التحقيقات السعودية، بل على العكس، عملت بشكل مضاد من خلال توفير معلومات مغلوطة، أو تصفية بعض العناصر المتعاونة مع فريق التحقيق السعودي، الذي حقق تقدما من خلال التوصل إلى أسماء مرتبطة بقوى سياسية حزبية، وأخرى مرتبطة بالقصر الملكي التايلندي، مما حول التحقيقات التي كان يقودها البصري إلى مرحلة أخطر، باتت تهدد أسماء متورطة بشكل مباشر في عملية السرقة، فكانت التوجيهات باغتيال فريق التحقيق الدبلوماسي السعودي.
صالح آل زحاف المالكي كان أول الضحايا حيث قُتل في بانكوك عام 1989، إثر إطلاق النار عليه أثناء عودته إلى منزله سيراً على الأقدام، وبعدها بعدة أشهر كان الدبلوماسيون الثلاثة يهمون بدخول منازلهم في شارعين مختلفين من شوارع العاصمة بانكوك، بعد نهاية دوام العمل في السفارة. فكان أن ترصد قاتل مجهول، بعبد الله البصري (31 عاماً)، الذي أوقف سيارته وتوجه إلى منزله في شارع «يون آكات»، في وسط بانكوك، عندما تقدم إليه في الساعة الرابعة عصرا، وأطلق عليه ثلاث رصاصاتٍ، أصابته في رأسه وصدره، وكانت قاتلة.
وبعد تلك الجريمة بخمس دقائق، وعلى بعد كيلومترين كان فهد الباهلي (28عاما)، وأحمد السيف (26عاما)، يصلان في سيارةٍ دبلوماسية يقودها الأخير إلى منزل الباهلي، الذي هبط من السيارة وفتح الباب، وعندما فتح الباب، تقدم إليهما رجل وأطلق رصاصة أصابت الباهلي في رأسه فوق حاجبه الأيمن، ثم اتجه إلى السيف وأطلق عليه ثلاث رصاصاتٍ أصابته في الجانب الأيمن من رأسه. وقد اخترقت إحدى الرصاصات الرأس وخرجت منه، لتحطم زجاج النافذة الأمامية اليسرى وتصيب بعد ذلك جدار المنزل.

### اغتيال رجل الأعمال
وبعد أسبوعين تعرض رجل لأعمال السعودي محمد بن غانم اللميعي الرويلي الذي سافر إلى بانكوك للتحقيق في القضية إلى الخطف  وتشير التقارير إلى إن خاطف الرويلي هو المقدم حينها سموكيد بونثانوم وعشرة من رجاله ونفذوا عمليتهم على بعد 12 مترا من مكتب الرويلي. ويروى ان رجل الأعمال السعودي كان اتصل بصديق له في الدمام قبل أربعه وعشرين ساعة من مغادرته العاصمة بانكوك وحين استفسر منه صديقه عن الضجة المثارة حول المجوهرات أجابه انه يملك معلومات مهمة جدا وانه سيدلي بها حين يصل إلى السعودية فيما تفسره التقارير على أن هاتف الرويلي كان يخضع لرقابه بعض من كبار ضباط الشرطة المتورطين.
في عام 2013 في أولى جلسات الاستماع لشهود الادعاء، التي عقدت في القاعة رقم 907 بمحكمة الجنايات في بانكوك ذكر الشاهد على جريمة مقتل رجل الأعمال السعودي بأن خمسة من منسوبي الشرطة اشتركوا في الجريمة، هم: الفريق سومكيد بونتانوم المفتش العام للشرطة في تايلند، العقيد سومشاي بونسانيت، العقيد براباس بيامونكول، والنقيب سوراديش أومودي، والرقيب براسونغ تورانغ.	وقال الشاهد: إن الجناة اقتادوا الرويلي إلى فندق في 12 فبراير 1990م، وهناك تم التحقيق معه بالإكراه، لمعرفة مدى علاقته بالدبلوماسيين الثلاثة الذين قتلوا غدرا قبله ب11 يوما، وتحديدا في الأول من فبراير 1990م، وكنت حينها أقوم مقام المترجم بينهم وبين الرويلي، بعدها أخذوا الرويلي إلى خارج الفندق، وبعدها أبلغني أحد المتهمين ما جرى بعد ذلك، حيث اقتادوه إلى مزرعة خارج العاصمة بانكوك، تقع على طريق بتايا، باتجاه الجنوب الشرقي، حيث تمت عملية القتل بداخلها، ومن ثم جرى حرق جسده بالكامل، ولم يتبق سوى عظامه، فقاموا بسحق العظام، وطحنها، وإلقائها في البحر. وبحسب هذه الشهادة التي أدلى بها ضابط متقاعد في شرطة بانكوك، يدعى «سويشاي كيوبلوك»، وتم بثها في الجلسة بعد تسجيلها صوتا وصورة من مقر إقامته في أبوظبي، مع استعراضها مكتوبة أمام القاضي، فإن الجناة عمدوا إلى فعل ذلك لإخفاء كل ما يمكن أن يكشف عملية القتل، أو يوصل إلى هوية القتيل، ويشكل خيطا من خيوط الجريمة.
مندوب إدارة التحقيقات الخاصة أخرج خاتما من ذهب، كان بحوزة الرويلي أثناء عملية قتله، وقد تسلم هذا الخاتم من الشاهد نفسه أثناء بداية التحقيقات، بحضور المدعي العام، وقبل إحالة الملف للقضاء، وقال الشاهد «لقد تسلمت هذا الخاتم من أحد الضباط بين المتهمين الخمسة، حيث عثروا عليه بعد أن أحرقوا جثة الرويلي، وقد ناولني إياه بغرض إصلاحه وإزالة ما أحدثته النار فيه، إلا أني احتفظت به طيلة هذه المدة، وأبرزته للمحققين في القضية».
يقول متروك بن غانم اللميعي الرويلي وهو أخ رجل لأعمال السعودي محمد بن غانم الرويلي بأنه إتصل بأخيه مرتين ليحثه على مغادرة تايلند، الإتصال الأول بعد مقتل الدبلوماسيين بعشرة أيام. والإتصال الأخير كان قبل اختفائه بـ15 ساعة حيث أخبره محمد الرويلي بأنه يهم بمغادرة تايلند خلال 24 ساعة. وأضاف أحمد بن غانم اللميعي الرويلي وهو شقيق رجل الأعمال السعودي وأيضا الرجل الذي تابع القضية منذ حدوث الاختطاف والقتل معلومات جديدة لملف قضية رجل الأعمال وقال: «لقد مكثت في بانكوك مدة عام ونصف لمتابعة القضية، وأكثر ما فأجئني التسيب الأمني، فالشرطي في النهار هو زعيم العصابة ليلاً». متهما في الوقت نفسه الشرطة التايلاندية خلال سنوات مضت بمحاولة إدخال ضحايا ومعلومات على القضية والزج بتايلانديين بسطاء وإلباسهم تهمة القتل إلا أنه سرعان ما تبين للحكومة السعودية الفبركة واللعب في ادوار الشخصيات الرئيسة بالقضية.
بعد الحكم الذي أصدرته محكمة الجنايات التايلندية بتاريخ 31 مارس 2014، في قضية اختطاف وقتل محمد بن غانم الرويلي والذي قضت بحفظ القضية لعدم كفاية الأدلة على المتهمين. صرحت وزارة الخارجية السعودية بإن الحكومة السعودية لا تشكك في عدالة القضاء هناك، إلا أن ما حدث من ملابسات في المحاكمات الخاصة بقضية مقتل محمد بن غانم الرويلي وخاصة فيما يتعلق بتغيير القاضي قبل جلسة النطق بالحكم، والتدخلات السياسية السلبية في القضية كل ذلك يقدم دليلاً جديداً على أن هناك تدخلات في النظام العدلي والإجراءات للتعامل مع القضية، وأيضاً على ضعف اهتمام الحكومة التايلندية في حل قضايا اغتيالات رجل الأعمال والدبلوماسيين السعوديين والوصول للقتلة ومن ساعدهم على ارتكاب تلك الجرائم وإقرار العدالة تجاههم. وأعلنت الحكومة السعودية عن استيائها الشديد لما حدث وطلبت من السلطات التايلندية أن تقوم بواجبها تجاه تلك القضايا بعيداً عن أي تأثيرات سياسية.

### اغتيالات آخرى
وقتل 13 شخصًا لارتباطهم بشكل أو بأخر بعملية المجوهرات أو لمعرفتهم بسارقيها. من بينهم زوجة وابن رجل الأعمال «سانتي سريثانكان» فبعد أن قام الفريق أول «ساويك كانثاما» وأربعة ضباط آخرين، من العاملين معه في قسم مكافحة الجريمة، بالاتفاق مع صانع مجوهرات يدعى «سانتي سريثانكان» على أن يقوم بصنع نسخ مزورة مطابقة تماما للمجوهرات المسروقة من أجل تسليمها للسعودية بينما قام الضباط بالاحتفاظ بالمجوهرات الأصلية لأنفسهم. كذلك قام بعض رجال الشرطة بالاتصال به ليقيم لهم المجوهرات التي حصلوا عليها كما ان بعضهم باعه قسما من المجوهرات باسعار بخسة ومع مرور الوقت اكتشف بعض كبار الضباط اهمية ماباعوه من حلى ثمينة فحاولوا ابتزازه في حين حاول بعضهم الأخر الضغط عليه لئلا يكشف أسماء مالكي المجوهرات المسروقة. وفي أغسطس 1994، قام رجال الشرطة التايلندية بخطف زوجة وابن تاجر المجوهرات التايلندي «سانتي سريثانكان» وقتلهما عند منعطف طريق سريع في محافظة سارابوري، ونقل رجال الشرطة الجثتين إلى سيارتهما المرسيدس ووضعوا الأم خلف المقود وابنها في المقعد الخلفي واوقفوا السيارة في طريق فرعي وحاولوا صدمها من الخلف لتضليل التحقيق والإيهام بأن وفاتهما ناجمة عن حادثة مرور. كان تقرير الطبيب الشرعي اللواء ثاسنا سوانشوتا الذي كشف على الضحيتين اكد ان الوفاة ناجمة عن جريمة قتل ومع نشر التقرير في الصحف المحلية وربط اسم الضحيتين بقضية الماسة الزرقاءة تراجع اللواء ثاسنا سوانشوتا عن افادته وقال ان الوفاة ناجمة عن حادث مرور إثر اصطدام زوجة تاجر المجوهرات بشاحنة ضخمة. ولم يتمكن «سانتي سريثانكان» من المشاركة في تشييع زوجته وابنه فقد بقي في حراسة الشرطة خوفا على حياته. وتم إدانة المقدم كالور كيرديت بخطف وقتل زوجة وابن تاجر المجوهرات التايلندي ومعه ستة من رجال الشرطة المتورطين بعمليات الاغتيالات في القضية وحكم عليهم بالإعدام في في 16 أكتوبر 2009. وفي عيد ميلاد الملك بوميبول أدولياديج أمر بتخفيض حكم المقدم كالور كيرديت من الإعدام إلى السجن 50 سنة. ولم يستمر المقدم كالور كيرديت طويلًا في السجن حيث خرج من السجن في أكتوبر 2013، أي بعد 19 سنة من حبسه.
كذلك من ضمن 13 شخصًا العقيد «انانات» الذي قتل في حادث سير عمدا اثناء قيادته لسيارته عندما حاولت شاحنة ضخمة اجباره على الخروج عن الطريق العام وجاءت الحادثة بعد تعيينه رئيسا للجنة تتولى البحث عن المجوهرات السعودية لإعادتها إلى اصحابها واضافت ان العقيد كان يعرف من هم كبار الضباط الذين اخفوا المجوهرات ونسبت إلى عضو في اللجنة قوله ان العقيد ابلغها بعض الأسماء قبل وقت قصير من وقوع حادث السير الذي ادى إلى مقتله. كذلك قتل سبعة من أصل تسعة تجار مجوهرات سنغافوريين يعملون في تايلاند. كذلك قتل شرطي برتبة عريف ورئيس غرفة التجارة وسائقه لكشفهم اسم الفندق الذي احتجزت فيه زوجة وابن رجل الأعمال «سانتي سريثانكان» بعد خطفها الأمر الذي ادى إلى معرفة أسماء رجال الشرطة منفذي عملية القتل.

## العلاقات السعودية التايلاندية
بعد الجريمة والاغتيالات، توقفت المملكة العربية السعودية إصدار تأشيرات العمل التايلانديين ومنعت مواطنينها من الذهاب لتايلندا وانخفض عدد التايلانديين الذين يعملون في المملكة العربية السعودية من 150,000-200,000 في عام 1989 إلى 10,000 فقط في عام 2008.
ويرى عديد من المحللين الاقتصاديين أن الاقتصاد التايلندي هو الخاسر الأكبر من القطيعة بين البلدين، فيما قالت صحيفة لوس أنجلوس تايمز الأمريكية في تقرير نشرته قبل أشهر إن قضية مقتل الرويلي كلفت تايلند الكثير، فقد خسرت مليارات الدولارات كان يمكن أن تجنيها من التجارة مع السعودية، إلى جانب خسارة مئات الآلاف من الوظائف للتايلنديين في السعودية.
في عام 2016، عقد لقاء ثلاثي في قمة حوار التعاون الآسيوي بين وزير الخارجية عادل الجبير، ورئيس الوزراء بمملكة البحرين الأمير خليفة بن سلمان، ورئيس الوزراء التايلاندي برايوت تشان أوتشا. ويعتبر هذا اللقاء هو الأول من نوعه على هذا المستوى بين السعودية وتايلاند، منذ ما يزيد على 20 عامًا.
في يناير 2022، أعلنت وزارة الخارجية السعودية، عن زيارة رسمية يقوم بها رئيس الوزراء وزير الدفاع بمملكة تايلاند، الجنرال برايوت تشان أوتشا، إلى المملكة العربية السعودية تلبية لدعوة من ولي العهد نائب رئيس مجلس الوزراء الأمير محمد بن سلمان، وذلك بعد مشاورات نتج عنها تقريب وجهات النظر في العديد من القضايا ذات الاهتمام المشترك، وحرصاً على استمرار التشاور والتنسيق وتبادل وجهات النظر حيال تلك القضايا.
وقد نتج عن الزيارة صدور بيان مشترك أعلن فيه البلدان الاتفاق على إعادة العلاقات الدبلوماسية بينهما بالكامل.